# Berguddtjärnen
Berguddtjärnen är en sjö i Överkalix kommun i Norrbotten och ingår i Kalixälvens huvudavrinningsområde. Sjön har en area på 0,0634 kvadratkilometer och ligger 83 meter över havet.

## Delavrinningsområde
Berguddtjärnen ingår i det delavrinningsområde (738079-180464) som SMHI kallar för Utloppet av Innerträsket. Medelhöjden är 76 meter över havet och ytan är 9,51 kvadratkilometer. Räknas de 3 avrinningsområdena uppströms in blir den ackumulerade arean 37,38 kvadratkilometer. Kvarnbäcken som avvattnar avrinningsområdet har biflödesordning 3, vilket innebär att vattnet flödar genom totalt 3 vattendrag innan det når havet efter 88 kilometer. Avrinningsområdet består mestadels av skog (51 procent) och sankmarker (37 procent). Avrinningsområdet har 0,94 kvadratkilometer vattenytor vilket ger det en sjöprocent på 9,9 procent.